# Прийдешній атракціон
«Прийдешній атракціон» (англ. Coming Attraction) — науково-фантастичне оповідання Фріца Лайбера, вперше опубліковане в листопаді 1950 року журналом «Galaxy Science Fiction».

## Сюжет
Дія розгортається на Мангеттені під час тривалої війни між Сполученими Штатами та Радянським Союзом; радянська «пекельна бомба» перетворила центр Мангеттена на непридатну для життя пустку, хоча решта міста все ще заселене. Оповідач — британський громадянин Вістен Тернер, який перебуває в Нью-Йорку, щоб обміняти на зерно електронне обладнання, яке, як він підозрює, буде використано для будівництва американської військової бази на Місяці.
Він витягує молоду жінку з під коліс автомобіля; мабуть, це улюблене заняття банд – зривати жіночий одяг гачками, привареними до крил їхніх автомобілів. Тернер залучає поліцію, але вони не вважають інцидент серйозним, і він закінчує тим, що підкуповує їх, щоб вони пішли. Носіння масок, схожих на мусульманську бурку, але не несуть ніякого релігійного значення, стало майже обов'язковим для модних американських жінок. Тому Тернер не може бачити обличчя жінки, якій він допоміг, і він заінтригований.
Вона домовляється зустрітися з ним пізніше, і вони йдуть у нічний клуб. Вона благає його допомогти їй втекти з Америки, пояснюючи, що її хлопець, професійний борець, б'є її після програних поєдинків. У Тернера пробуджується почуття лицарства, і коли приходить хлопець, виникає бійка. Тернер, на свій подив, збиває хлопця з ніг, але коли він це робить, дівчина нападає на нього, а не дякує йому за її захист. Її квазі-спокушення Тернера — це хитрість, яку вона використовувала на інших чоловіках у минулому, усі навколо це вже знають. Вона ніколи не збиралася залишати борця, так як жадала його знущань. Тернер зриває маску з її обличчя, але його відштовхує відсутність догляду та вираз ненависті. Він йде, бажаючи повернутися до Англії.